# Knights of Sidonia
Knights of Sidonia (яп. シドニアの騎士, Shidonia no Kishi, укр. Лицарі Сідонії) — манґа авторства Ніхея Цутому, який одночасно виступив і як сценарист, і як художник. Вона публікувалася у видавництві Kodansha в журналі сейнен-манґи Monthly Afternoon з квітня 2009 по вересень 2015 року, а зібрані розділи вийшли у 15 томах формату танкобон. Сюжет зосереджений довкола Нагате Танікадзе, «підземного жителя», якому судилося стати пілотом «Ґарди» та захищати гігантський космічний корабель «Сідонія» від ворожої інопланетної раси Ґауна.
За мотивами манґи студією Polygon Pictures було створено аніме-серіал, перший сезон якого транслювався з квітня по червень 2014 року, а другий — з квітня по червень 2015-го. У червні 2021 року відбулася прем'єра повнометражної аніме-стрічки «Knights of Sidonia: Love Woven in the Stars», що продовжує історію.
У 2015 році «Лицарі Сідонії» здобули 39-ту премію манґи Kodansha у загальній категорії, а наступного року — 47-му премію Seiun у номінації «Найкращий комікс».

## Сюжет

### Залаштунки подій
Дія відбувається у 3394 році, через тисячу років після того, як людство покинуло Землю (знищену расою змінних істот космічного походження — Ґауна (яп. 奇居子|ガウナ) та вирушило у космос на сотнях гігантських кораблів, побудованих із залишків планети. Один із таких кораблів — «Сідонія», на якому сформувалась окрема культура, значною мірою заснована на японських традиціях. Тут звичними явищами є клонування людини, безстатеве розмноження та генна інженерія, зокрема здатність людей до фотосинтезу. Також з'ясовується, що вищі прошарки суспільства таємно отримали безсмертя. Із понад 500 000 мешканців «Сідонії» ніхто не знає, чи лишилися інші кораблі-колонії людства, оскільки їхня доля невідома.
Справжня природа Ґауни та їхні мотиви нападу на людство маловідомі. Зазвичай Ґауна складається з майже незнищувального ядра й товстого шару податливої маси, названої «плацентом» (яп. 胞衣, ена). Якщо відокремити «ена» й зруйнувати ядро, тіло Ґауни розпадається.
«Сідонія» добре озброєна високопотужними гарматами (зокрема міжпланетними боєголовками), проте найбільш дієвим захистом слугують мехи, відомі як «Ґарди» (яп. 衛人, Morito). Їхня зброя й маневровість базуються на використанні «частинок Гіґгса» (яп. ヘイグス粒子, Heigusu Ryūshi), мають дальнобійну гармату та спеціальний спис «кабізаші» для ближнього бою. Наконечник «кабізаші» виготовлено з рідкісного матеріалу, єдина властивість якого — здатність знищувати ядро Ґауни. Згодом, коли навчились штучно масово виробляти цей матеріал, «Ґарди» отримали вогнепальну зброю з відповідними кулями. Більшість дітей на «Сідонії» перевіряють у юному віці й за наявності потрібних здібностей залучають до пілотування «Ґарди».

### Історія
У центрі уваги перебувають пригоди пілота Нагате Танікадзе, який усе життя мешкав у підземних рівнях «Сідонії» й був вихований дідусем. Не знаючи нікого, окрім нього, Нагате щодня тренувався на старому симуляторі «Ґарди» й досяг неабиякої майстерності. Після смерті дідуся він виходить на поверхню й одразу ж потрапляє до лав пілотів «Ґарди», саме в той час, коли «Сідонії» знову загрожує чергова атака Ґауни.

## Медіа

### Манґа
Knights of Sidonia — манґа, написана й намальована Ніхеєм Цутому. Вона виходила у журналі Monthly Afternoon видавництва Kodansha з 25 квітня 2009 до 25 вересня 2015 року. та зібрана у 15 томів формату танкобон.

### Аніме
Аніме-адаптацію від Polygon Pictures показували з 10 квітня 2014 до 26 червня 2014 року на каналі MBS, а згодом на TBS, CBC і BS-TBS. Режисером виступив Шідзуно Кобун за сприяння Сешіти Хіроюкі, сценарієм займався Мураї Садаюкі, а дизайн персонажів створив Моріяма Юкі. Аніме також показував Netflix у всіх своїх регіонах із 4 липня 2014 року як свій перший «оригінальний» аніме-проєкт, а також як перший аніме-серіал на Netflix, доступний у форматі Dolby Vision/HDR. Перший сезон випущено на домашніх носіях під ліцензією Sentai Filmworks. Початкова композиція сезону — «Sidonia» гурту Angela, а завершальна — «Show» (яп. 掌) у виконанні Кітамури Ері. Другий сезон транслювався з 10 квітня по 26 червня 2015 року із темою відкриття Kishi Kōshinkyoku (яп. 騎士行進曲, Knight March) від Angela та завершальною піснею «Requiem» від CustomiZ. На Netflix другий сезон вийшов 3 липня 2015, і також ліцензований для домашнього релізу Sentai Filmworks. 16 червня 2017 року режисер Сешіта Хіроюкі підтвердив, що третій сезон перебуває у розробці. У липні 2021 року Funimation оголосила, що придбала стрімінгові права на обидва сезони у Netflix.

### Фільми
6 березня 2015 року вийшов упорядкований фільм за мотивами першого сезону, доповнений додатковими сценами й переозвученими ефектами.
3 липня 2020 року анонсували нову повнометражну стрічку під назвою Knights of Sidonia: Love Woven in the Stars. Головним режисером виступив Сешіта Хіроюкі, а безпосереднім режисером — Йошіхіра Тадахіро, виробництвом знову займалася Polygon Pictures. Мураї Садаюкі й Ямада Тецуя повернулися до написання сценарію, а музику створив Катаяма Шуджі. Більшість членів попередньої знімальної команди та акторського складу також з'явилися в проєкті. Перші чотири хвилини фільму виклали на YouTube 28 квітня 2021 року. Прем'єру, заплановану на 14 травня 2021 року, перенесли на 4 червня 2021 через пандемію COVID-19. Компанія Funimation почала показ фільму в міжнародних кінотеатрах 13 вересня 2021 року.

## Оцінки

### Манґа
«Лицарі Сідонії» здобули 39-ту Премію манґи Kodansha у загальній категорії 2015 року. Наступного року манґа отримала 47-му премію Seiun як «Найкращий комікс». Також на 26-му фестивалі Salón del Manga de Barcelona у 2020 році вона перемогла в категорії «Найкраща сейнен-манґа». У 2013 році «Лицарі Сідонії» потрапили до списку рекомендованих робіт у категорії «Манґа» на 17-му Японському фестивалі медіа-мистецтв. У 2014 році Young Adult Library Services Association включила манґу до десятки найкращих графічних романів для підлітків.
На думку Карло Сантоса зі сайту Anime News Network, перший том манґи заслуговує на оцінку «B». Він зазначив: «Тут маємо юнака, що керує гігантським роботом у битві проти іншопланетних ворогів, утім „Лицарі Сідонії“ — це не Neon Genesis Evangelion. Водночас це й не та безпросвітна чи незбагненна історія, яку ми бачили в Блам! чи Biomega, — радше це найкраще з двох світів, де жорстка наукова фантастика Нідея гармонійно поєднується з більш традиційними космічними пригодами».

### Аніме
Аніме-адаптація здобула схвальні відгуки, зокрема від відомих представників японської індустрії аніме та відеоігор. Так, творець серії Metal Gear Хідео Кодзіма заявив: «Це аніме, якого нам давно бракувало, бо в ньому знову відчувається той справжній науково-фантастичний дух. Використавши цифрові технології, розвинені завдяки геймдеву, воно створює анімацію, що поєднує культурні надбання Японії — манґу, мальовану анімацію, ієрогліфи, гігантських роботів тощо. Народжується унікальний продукт, зроблений в Японії, але абсолютно неможливий у Голлівуді. Японська культура, здавалося б, утратила свою „крутість“, і саме „Лицарі Сідонії“ можуть її врятувати». Інші фахівці також залишили схвальні коментарі, зокрема Хігашімура Акіко, «Digitarou» та «Yoshinao Dao».